# Bythaelurus canescens
Bythaelurus canescens е вид хрущялна риба от семейство Scyliorhinidae.

## Разпространение
Видът е разпространен в Перу и Чили.